# 83. Infanterie-Division (Wehrmacht)
Die 83. Infanterie-Division (kurz: Inf. Div. 83 oder ID 83) war ein Großverband des Heeres der deutschen Wehrmacht im Zweiten Weltkrieg.

## Geschichte
Einsatzgebiete
- Polen: Dezember 1939 bis Mai 1940
- Frankreich: Mai bis Dezember 1940
- Deutschland: Dezember 1940 bis Januar 1941
- Frankreich: Januar bis Dezember 1941
- Ostfront, Zentralabschnitt: Dezember 1941 bis Oktober 1943
- Ostfront, Nordabschnitt: Oktober 1943 bis Oktober 1944
- Kurland Kessel und Westpreußen: Oktober 1944 bis April 1945

### Aufstellung
Die 83. ID wurde als Teil der 6. Aufstellungswelle am 1. Dezember 1939 auf dem Truppenübungsplatz Bergen aufgestellt. Aufgrund der Vielzahl in kurzer Zeit aufgestellter Verbände konnte keine Ausrüstung mit der regulären deutschen Bewaffnung vorgenommen werden. Es wurden vielmehr die Waffen für die Ausrüstung genutzt, die bei der teilweisen Okkupation der Tschechoslowakei von deren Streitkräften erbeutet worden waren. Deshalb erhielten die 13. Kompanien schwere Granatwerfer anstelle der sonst üblichen Infanteriegeschütze (7,5 / 15 cm). Da motorisierte Fahrzeuge fehlten war die Masse der Division bei Aufstellung mit bespannten Fahrzeugen ausgerüstet.
Die Gliederung mit den für den Verband durchgeführten Neuaufstellungen war:
- Divisionsstab
- Infanterie-Regiment 251 (aus Personaleinheiten und Rekruten des Wehrkreises II und X)
- Infanterie-Regiment 257 (aus Personaleinheiten und Rekruten des Wehrkreises X und XX sowie Feld-Bataillon Kammerer)
- Infanterie-Regiment 277 (aus Personaleinheiten und Rekruten des Wehrkreises XI)
- Artillerie-Regiment 183 (aus Personaleinheiten des Wehrkreises II, X und XI)
- Radfahr-Schwadron 183
- Panzerabwehr-Kompanie 183 (bsp.)
- Nachrichten-Abteilung 183
- Pionier-Abteilung 183 (bsp.)
- Nachschubtruppen Nr. 183 (bsp.)

Am 1. April 1940 wurde die Panzerabwehr-Kompanie 183 zur Panzerjäger-Abteilung 183.

### Frankreich-Feldzug
Im Mai 1940 gehörte die Division im Raum Herford zur Reserve des Oberkommando der Wehrmacht (OKW).
Für den Monat Juni wechselt die Division zum XXXXIV. Armee-Korps der 6. Armee in der Heeresgruppe B und im Juli steht der Verband zur Verfügung der 9. Armee bei der Heeresgruppe A.

### Beurlaubung
Die Division wurde ab August 1940 nach dem Ende der Kämpfe im Westen aus den Heimatgarnisonen im Wehrkreis XI heraus beurlaubt.
Im Februar 1941 erfolgte die Wiedereinberufung. Zu diesem Zeitpunkt wurden die 13. Kompanien mit Infanteriegeschützen ausgerüstet.

### Verlegung nach Frankreich
Im März verlegt der Verband nach Frankreich zur Heeresgruppe D als Besatzungstruppe zuerst beim XXVIII. Armee-Korps der 6. Armee und im Anschluss ab Mai 1941 mit dem XXV. Armee-Korps als Teil der 7. Armee.
Von Juni bis Dezember gehörte der Verband zum LX. Armee-Korps der 15. Armee. Im August 1941 war der Verband dabei als Besatzungstruppe zur Sicherung der französischen Küste im Großraum Cherbourg eingesetzt. Mit dem Divisionsstab in Valognes stationiert, sicherten die Soldaten den Küstenabschnitt von Les-Pieux bis westlich von Isigny.

### Verlegung an die Ostfront
Per 17. Dezember 1941 war die Division als Reserve des OKW, wurde die Division im Januar in den Raum Malkinia in Polen verlegt.

#### Welikije Luki
Seit der russischen Winteroffensive 1941/1942 lag die 83. Infanterie-Division im Raum um Welikije Luki und sicherte allein eine Nahtstelle zur Heeresgruppe Nord. Weder nach Norden, noch nach Süden hatte die Division Anschluss zu deutschen Einheiten. Die Versorgung erfolgte aus Nowosokolniki von Westen und aus Newel von Süden. Diese beiden Eisenbahnstrecken waren durch ständige Partisanenangriffe und einsickernde sowjetische Truppen stark gefährdet und benötigten ständige Sicherung. Im Februar 1942 wurde die 83. ID der Heeresgruppe Mitte zugeteilt, wo sie zur Verfügung der 3. Panzer-Armee an der Ostfront stand. Diese teilte die Division ab März dem LIX. Armee-Korps im Raum Welisch zu.
Auf der Eisenbahnstrecke von Newel her, waren zunächst der Panzerzug 3 und der Panzerzug 27 eingesetzt. Nachdem beide jedoch beschädigt und im Mai 1942 abgezogen wurden, gab es keinen effektiven Streckenschutz mehr. Aus diesem Grund stellte die 83. Infanterie-Division einen eigenen Streckenschutzzug auf, welcher auf der Eisenbahnstrecke zwischen Welikije Luki und Newel die Sicherung übernehmen sollte. Er erhielt die Nummer 83 und wurde als Streckenschutzzug 83 bezeichnet. Am 6. Juli 1942 wurde er erstmals in einem Wehrmachtsbericht erwähnt.
Im November 1942 wurde die Division kurzzeitig dem im Oktober 1942 aus dem Luftwaffenverband Schlemm gebildeten II. Luftwaffen-Feldkorps bei der Gruppe Chevalier zugeteilt. Die 1. und 2. Kompanie waren als Regimentsreserve in den östlichen Kasernen von Welikije Luki untergebracht. Die 3. Kompanie war zur Verstärkung und Auffüllung in den Abschnitt Süd, unter Major Schwabe, eingegliedert worden. Die 4. Kompanie verblieb im Abschnitt Ost, unter Major Dabelstein. Die Division kämpfte nach einigen Operationen gegen Partisanen bei der Sicherung der Bahnlinie Newel – Welikije Luki in der Schlacht von Welikije Luki.
Am 24. November 1942 wurde die Division zur 9. Armee im Raum Welikije Luki gehörend, von einer sowjetischen Offensive getroffen. Die in der Winterlandschaft stützpunktartig, ausgebaute Frontlinie der Division wurde durchbrochen und ein erheblicher Teil, das verstärkte Grenadier-Regiment 277, wurde zusammen mit dem Werfer-Regiment 3, der Heeres-Flak-Abteilung 286, der II. Abteilung / Artillerie-Regiment 70, dem Artillerie-Regiment 183 und die Heeres-Artillerie-Abteilung 736 sowie verschiedenen rückwärtigen Diensten, in Welikije Luki liegend, eingeschlossen.
Die folgenden Kämpfe westlich und südwestlich von Welikije Luki führten bei der restlichen Division zu sehr großen Ausfällen. Per 7. Dezember konnten die Divisionsreste eine Frontlinie von Tschernosiem nach Ssenkina Gora sichern. Um die in Welikije Luki eingeschlossenen Truppenteile zu entsetzen und die alte Frontlinie wiederzugewinnen, begann am 8. Dezember ein Gegenangriff. Am 11. Dezember wurden die Ortschaften Baschmakowo und Isossimowo erreicht. Die Kräfte der Division reichten ab dem 12. Dezember nicht für weitere Angriffe aus.
Für den weiteren Entsatzangriff wurde von der Heeresgruppe Mitte eine Kampfgruppe aus dem Rest 291. Infanterie-Division, Teile 20. Infanterie-Division und Reste 83. Infanterie-Division gebildet, die von Generalleutnant Wöhler geführt wurde. Diese Gruppe Wöhler griff am 14. Dezember neu an, doch es wurde nur wenig Gelände gewonnen.
Die Reste der 83. Infanterie-Division waren zu weiteren Angriffen ab dem 15. Dezember nicht mehr in der Lage und wurde aus der Kampfgruppe entlassen.
Das IR 277 unter Oberstleutnant Eduard von Saß und weitere Truppenteile waren zwei Monate in Welikije Luki eingekesselt und die Überlebenden ergaben sich nach zwei Monaten den sowjetischen Truppen. Die Truppenteile existierten damit nicht mehr.
Per 18. Dezember 1942 meldete die Division nur noch eine Grabenstärke von 781 Mann, wobei die eingeschlossenen Truppenteile nicht eingerechnet waren.

#### Neugliederung und Auffrischung 1943
Im Januar 1943 war die Division nicht einsatzbereit und wurde bei der 9. Armee im Raum Newel aufgefrischt und neu formiert.
Am 30. Januar 1943 wurde das Grenadier-Regiment 277 und die III. Abteilung/AR 193 der zu dieser Zeit zum IV. Armee-Korps der 9. Armee gehörenden Division, nach der Vernichtung im Kessel von Welikije Luki formal aufgelöst. Als Ersatz wurden das GR 547 und I. Abteilung/AR 328 der Division zugeführt. Die Personalstärke der Infanterie-Regimenter war im Verlauf des Jahres 1942 durch Verluste derart stark gesunken, dass die III. Bataillone der Regimenter aufgelöst wurden und später das Grenadier-Regiment 277 und das Grenadier-Regiment 251 als Bataillone an die beiden verbliebenen Regimenter (257 und 547) angegliedert wurden.
Im Zeitraum Februar bis März 1943 war der Verband dann dem VI. Armee-Korps der 9. Armee unterstellt. Mit diesem Korps wechselte er im April zur 3. Panzer-Armee der Heeresgruppe Mitte.
Im Juli 1943 war die Division vorübergehend keiner Korps- oder Armee-Kommandobehörde unterstellt, sondern wurde zur Verfügung der Heeresgruppe Mitte gehalten.
Mit August erfolgte dann wieder die Unterstellung im Rahmen der 3. Panzer-Armee beim XXXXIII. Armee-Korps im Raum Newel.

#### Unterstellung bei der 16. Armee
Im Oktober 1943 wechselte die 83. ID mit dem XXXXIII. Armee-Korps zu der 16. Armee der Heeresgruppe Nord.
Bei der 16. Armee wechselte die Division im Februar 1944 zum im Herbst 1943 aufgestellten und gerade der Armee zugeführten VI. SS-Freiwilligen-Armeekorps (lettisches) im Raum Newel. Hier wurde in diesem Monat das Grenadier-Regiment 251 aus den beiden Grenadier-Bataillonen 277 und 251 neu aufgestellt.
Im März kämpfte eine Kampfgruppe der Division beim X. Armee-Korps der 16. Armee im Raum Ostrow/Opotschka. Diese wurde im April wieder dem VI. SS-Korps im gleichen Raum unterstellt.
Per Mai erfolgte eine Unterstellung beim L. Armee-Korps.
Im Juni 1944 musste das Grenadier-Regiment 547 nach verlustreichen Kämpfen bei Newel aufgelöst werden. Als Ersatz wurde das Grenadier-Regiment 558 (von 331. Infanterie-Division) zugeführt und übernahm am 9. Mai 1944 die Regimentsnummer 547.

#### Unterstellung bei der 18. Armee
Ab Juli 1944 gehörte er Verband zum XXXVIII. Armee-Korps der 18. Armee der Heeresgruppe Nord in Lettland. Wo er im Oktober zeitweise dem XXXXIII. Armee-Korps unterstellt war.
Im November gehörte die Division in Kurland zur Armeegruppe Kleffel und war mit wieder mit dem XXXVIII. Armee-Korps im Einsatz.
Im schrumpfenden Kurland-Kessel gehörten die Divisionsreste im Dezember 1944 zur Korpsgruppe Tomaschki.

#### Neugliederung und Auffrischung 1945
Nach der Evakuierung von Divisionsresten erfolgte in der Unterstellung beim Befehlshaber des Ersatzheeres im Januar 1945 eine Neugliederung und Auffrischung auf der Tucheler Heide zwischen Danzig und Thorn. Hierbei wurde aus dem Regiment 547 nunmehr wieder das Grenadier-Regiment 277.
Schnell wird die Division im Februar dem XXIII. Armee-Korps der 2. Armee der Heeresgruppe Weichsel unterstellt. Teile der Division werden mit dem Divisionsstab in der Festung Graudenz eingeschlossen. Am 17. Februar 1945 versuchte das Grenadier-Regiment 257 aus dem Kessel bei Graudenz auszubrechen und Anschluss an die ausweichenden deutschen Kräfte zu gewinnen. Hierbei wurden die restlichen Kräfte des Regiments aufgerieben und damit das Regiment vernichtet.
Als Ersatz wurden am 28. März 1945 der Division das abgekämpfte Grenadier-Regiment 412 (von 227. Infanterie-Division) unterstellt.

### Kapitulation
Auf der Halbinsel Hela kapitulierten am 26. April 1945 die Reste der 83. ID vor der Roten Armee.

## Kommandeure
| Dienstzeit                             | Dienstgrad                          | Name                     |
| -------------------------------------- | ----------------------------------- | ------------------------ |
| 1. Dezember 1939 bis 10. Dezember 1940 | Generalmajor                        | Kurt von der Chevallerie |
| 10. Dezember 1940 bis 3. Februar 1942  | Generalmajor/Generalleutnant        | Alexander von Zülow      |
| 4. Februar 1942 bis 16. März 1942      | Oberst                              | Fritz-Georg von Rappard  |
| 16. März bis 2. November 1942          | Oberst/Generalleutnant              | Adolf Sinzinger          |
| 2. November 1942 bis 20. Januar 1944   | Generalleutnant                     | Theodor Scherer          |
| 20. Januar bis 29. Juni 1944           | Oberst/Generalmajor/Generalleutnant | Wilhelm Heun             |
| 29. Juni bis 22. August 1944           | Oberst                              | Heinrich Götz            |
| 22. August 1944 bis 27. März 1945      | Generalleutnant                     | Wilhelm Heun             |
| 27. März bis 26. April 1945            | Generalmajor                        | Maximilian Wengler       |
| 26. April 1945 bis Kapitulation        | Oberst                              | Hellmuth Raatz           |

## Gliederung

### 1939
- Infanterie-Regiment 251
- Infanterie-Regiment 257
- Infanterie-Regiment 277
- Artillerie-Regiment 183
- Radfahrschwadron 183
- Panzerabwehr-Abteilung 183
- Pionier-Bataillon 183
- Nachrichten-Abteilung 183
- Infanterie-Divisions-Nachschubführer 183

### 1944
(Quelle: )
- Divisionsstab
- Infanterie-Regiment 251
  - Stab und Regimentseinheiten
  - I. Bataillon mit 1. bis 4. Kompanie
  - II. Bataillon mit 5. bis 8. Kompanie
- Infanterie-Regiment 257
  - Stab und Regimentseinheiten
  - I. Bataillon mit 1. bis 4. Kompanie
  - II. Bataillon mit 5. bis 8. Kompanie
- Grenadier-Regiment 547
  - Stab und Regimentseinheiten
  - I. Bataillon mit 1. bis 4. Kompanie
  - II. Bataillon mit 5. bis 8. Kompanie
- Artillerie-Regiment 183
  - Regimentsstab
  - I. Abteilung mit 1. bis 3. Batterie
  - II. Abteilung mit 4. bis 6. Batterie
  - III. Abteilung mit 7. bis 9. Batterie
  - IV. Abteilung mit 10. bis 12. Batterie
- Panzerjäger-Kompanie 83
- Füsilier-Bataillon 83
- Pionier-Bataillon 183
- Nachrichten-Abteilung 183
- Feldersatz-Bataillon 183
- Division-Nachschubführer 183
- Verwaltungsdienste
- Sanitätsbataillon 183 mit 1. und 2. Sanitätskompanie, 3. Krankenkraftwagen-Kompanie 183 und Veterinärkompanie

## Kriegsverbrechen

### Verurteilung durch sowjetisches Militärgericht
Acht Angehörige des Infanterie-Regiments 277, darunter auch ihr früherer Regimentskommandeur Eduard von Saß sowie dessen Vorgänger Fritz-Georg von Rappard, wurden 1946 in Welikije Luki nach Verurteilung durch ein Militärgericht der Roten Armee gehängt. Der Vorwurf lautete auf Kriegsverbrechen und Verbrechen gegen die Bevölkerung in Welikije Luki und bei der Anti-Partisanen-Operation „Greif“ im Raum von Witebsk.